# Lebenslinie

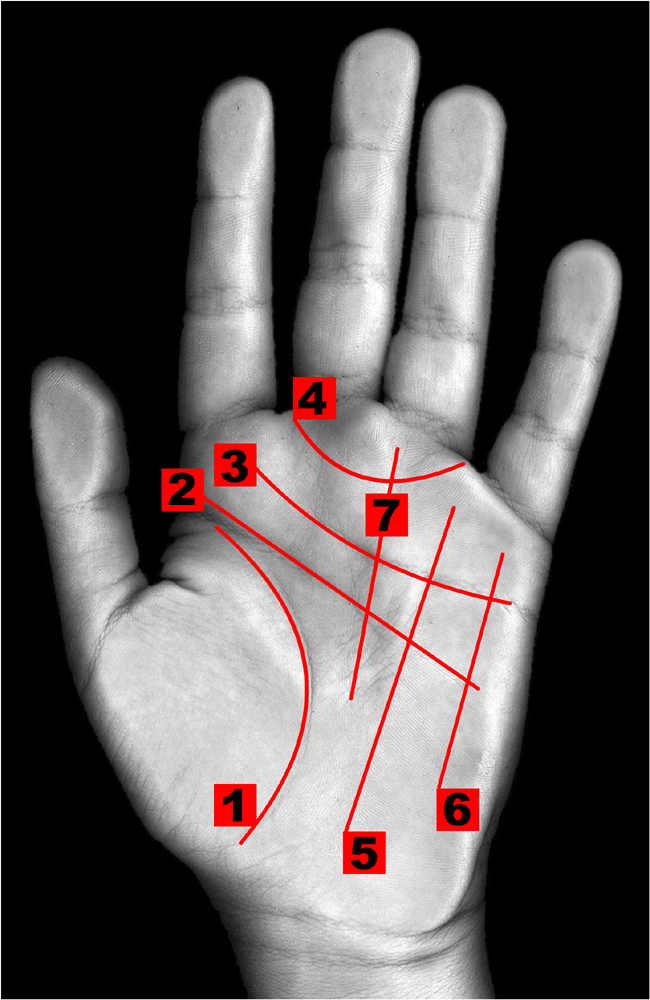
Lebenslinie Nummer 1

Die Lebenslinie oder Daumenfurche ist eine Handlinie.  
Sie bildet sich beim menschlichen Fötus als erste bereits im dritten Monat und verändert sich im Laufe des gesamten Lebens kaum noch.

## Handlesen
In der Chiromantik habe die Vitalis, wie die Lebenslinie dort auch genannt wird, eine Aussagefähigkeit über die Vitalität (lat. „Lebendigkeit“). Man könne aus ihr Informationen erfahren, insbesondere über die Qualität der Antriebskräfte einer Person, die Selbst- und Arterhaltung dienen. Beurteilt werden dabei hauptsächlich die Regelmäßigkeit, Tiefe, Breite, Länge, Verlaufsform (gerundet oder eher gerade) und Schwankungen dieser Eigenschaften im Verlauf der Lebenslinie.
Viele Chiromanten behaupten, sie könnten anhand dieser Schwankungen sowie die Lebenslinie kreuzender Handlinien konkrete Ereignisse im Leben einer Person ablesen. Meist wird dabei das zwischen Daumen und Zeigefinger liegende Ende als dem Geburtszeitpunkt und das der Handwurzel zugewandte Ende als dem Lebensende zugehörig betrachtet. Die dabei angewandten Zeitschlüssel sind jedoch nicht einheitlich.